# Dysphania centralis
Dysphania centralis là một loài bướm đêm trong họ Geometridae.